# Ото IV (Австрия)
Вижте пояснителната страница за други личности с името Ото IV.
Ото IV Веселия (на немски: Otto IV der Fröhliche, der Kühne, на латински: Jucundus, Audax; * 23 юли 1301, Виена; † 17 февруари 1339, Нойберг) e херцог на Австрия (1330 – 1339), Щирия и Каринтия (1335 – 1339). Той управлява от 1330 г. заедно с брат си Албрехт II.
Своето прозвище Веселия той получава заради многочислените празници и увеселения, организирани в неговия двор.

## Произход
Ото е най-малкият син на римско-немския крал Албрехт I († 1308) от род Хабсбурги и Елизабета Тиролска от рода на Гьорц-Тиролските Майнхардини. Негови братя са Рудолф, крал на Бохемия, немския антикрал Фридрих Красивия, херцозите на Австрия Леополд I Победоносния и Албрехт II Мъдрия и също Хайнрих Мекия (неуправляващ херцог на Австрия).

## Управление
След смъртта на херцог Хайнрих от Бохемия, на 2 май 1335 в Линц император Лудвиг Баварски отстъпва на Ото и брат му Албрехт Каринтия и Южен Тирол. На 2 юли 1335 г. Ото дава клетва на словенски език от трона на каринтските херцози и се грижи повече за Каринтия отколкото за останалата част от Хабсбургска Австрия.
Ото умира през 1339 г. и е погребан в подарения от него манастир при Нойберг. През 1344 г. един след друг умират двамата му сина, Леополд и Фридрих, на 17 и 16 години, вероятно отровени.

## Фамилия
1-ви брак: на 15 май 1325 г. с принцеса Елизабета Баварска (* 1306; † 25 март 1330), дъщеря на Стефан I (херцог на Долна Бавария) и на Юта (Юдит) от Швайдниц. Тя е сестра на баварските херцози Хайнрих XIV († 1 септември 1339) и Ото IV († 14 декември 1334). Те имат децата:
- Фридрих II (1327 – 1344), херцог на Австрия. В чест на раждането на Фридрих, Ото дарява манастира Нойберг в Щирия и капелата „Св. Георги“ на Августинската църква във Виена.

- Леополд II (1328 – 1344), херцог на Австрия

Втори брак: февруари 1335 г. в Зноймо с чешката принцеса Анна Люксембургска (* 1323; † 3 септември 1338), дъщеря на Ян Люксембургски и сестра на Карл IV.
- Портрети на фамилията от худ. Антони Бойс
- Ото IV
- Елизабета Баварска,
 първа съпруга
- Анна Люксембургска,
втора съпруга
- Фридрих II,
син
- Леополд II,
син